# Halogenare Hell-Volhard-Zelinsky
Halogenarea Hell-Volhard-Zelinsky este o reacție organică de halogenare a unui acid carboxilic în poziția alfa. Reacția a fost denumită după trei chimiști, Carl Magnus von Hell (1849–1926), Jacob Volhard (1834–1910) și Nikolai Zelinski (1861–1953).

## Mecanism de reacție
Spre deosebire de alte reacții de halogenare, această reacție are loc în absența unui purtător de halogen, fiind inițiată de adăugarea unei cantități catalitice de tribomură de fosfor, PBr3, după care se adaugă un echivalent molar de brom. PBr3 produce substituția grupei hidroxil din carboxil cu un atom de brom. Bromura de acil obținută tautomerizează la un enol, care reacționează cu Br2 și bromurează poziția alfa.
În soluții apoase ușor acide, hidroliza bromurii de α-bromoacil se produce spontan, obținându-se un acid α-bromocarboxilic (aceasta este o reacție de substituție nucleofilă). Dacă este prezentă o cantitate mică de solvent nucleofil, reacția dintre bromura de bromoacil cu acidul carboxilic produce produsul de reacție și regenerează intermediarul bromură de acil. În practică, un echivalent molar de PBr3 este necesar pentru a rezolva cinetica de reacție încetinită.
Mai jos se regăsește mecanismul ce are loc pentru substituția dintre bromura de alcanoil și acidul carboxilic. Bromura de α-bromoalcanoil prezintă un carbon puternic electrofil datorită efectului atrăgător de electroni al atomilor de brom.

## Exemple
Un exemplu practic de halogenare Hell-Volhard-Zelinsky este reacția utilizată pentru obținerea de alanină. Exisă o metodă de sinteză Strecker care este complicată așadar a fost dezvoltată o metodă alternativă care pornește de la acid propionic. În prima etapă, un amestec de brom și tribromură de fosfor (pe post de catalizator) este utilizat pentru obținerea acidului 2-bromopropanoic, acesta fiind ulterior convertit la un amestec racemic al aminoacidului printr-o reacție de amonoliză.